# Policarpo Valenzuela
Policarpo Valenzuela Yera (San Antonio de Cárdenas, Tabasco; 26 de enero de 1831-San Juan Bautista, Tabasco; 4 de enero de 1914) fue un importante empresario, agricultor y comerciante mexicano que nació en la villa de San Antonio de Cárdenas, estado de Tabasco.

## Primeros años
Radicó en la capital del estado San Juan Bautista donde destacó como hacendado y comerciante sobre todo en el rubro maderero, donde hizo gran parte de su fortuna gracias a la explotación de maderas. Persona influyente, ocupó la gubernatura de Tabasco en tres ocasiones, la última de ellas como Gobernador Constitucional aunque no terminó su período de gobierno debido a presiones presidenciales y de los grupos revolucionarios.
Consolidó una gran fortunara ya que era propietario de las principales casas dedicadas al negocio de la transportación fluvial. Dueño de los barcos "Usumacinta", "Tres Hermanos", "Chontalpa", "Clara Ramos", "Hidalgo" y "Lumijá". Controlaba la exportación de maderas preciosas al tener concesiones para explotar las selvas de Tabasco, Chiapas y Guatemala, también controlaba tierra, transporte, comercio, así como el Banco de Tabasco, la única institución bancaria en el estado, al lado de las familias Bulnes y Romano, conformando tres de las familias más poderosas del estado.
También fue nombrado Coronel de Fuerzas en 1868, y Jefe de la 2.ª línea militar de la Chontalpa.

## Gobernador interino de Tabasco

### Primer período (1886)
La primera ocasión que Policarpo Valenzuela fue gobernador del estado, fue del 12 de marzo al 5 de abril de 1886, al hacerlo en forma interina, cubriendo la ausencia del gobernador constitucional Eusebio Castillo, quien solicitó licencia para viajar a la Ciudad de México para entrevistarse con el presidente Porfirio Díaz. 

### Segundo Período (1887)
La segunda ocasión en que cubrió la gubernatura en forma interina fue por solo tres días, al hacerlo del 21 al 23 de marzo de 1887, a la renuncia del gobernador Eusebio Castillo en virtud de tener desacuerdos con el presidente Porfirio Díaz. El 23 de marzo Policarpo Valenzuela, dejó el gobierno al declarar el General Pedro Baranda la desaparición de Poderes en el estado y entregar el cargo al General Abraham Bandala designado gobernador por el presidente Díaz.

## Gobernador Constitucional de Tabasco (1911)
En plena Revolución mexicana en Tabasco, se realizaron elecciones para gobernador del estado en diciembre de 1910, resultando electo para el período 1911-1914 Policarpo Valenzuela, quien tomó posesión el 1 de enero de 1911. Durante su gobierno, el ejército derrota y da muerte al revolucionario tabasqueño iniciador de la Revolución mexicana en Tabasco el General Ignacio Gutiérrez Gómez en la Batalla de Aldama el 21 de abril de 1911.
El hecho de estar más interesado en sus negocios así como la frialdad con la que manejaba los asuntos gubernamentales, fueron las causas que facilitaron el apoyo al maderismo de los revolucionarios encabezados por Domingo C. Magaña Carlos Greene, Pedro C. Colorado y Domingo Borrego, quienes se alzaron en armas en 1911 protestando contra el gobierno de Valenzuela. La entrada triunfante de los revolucionarios de la Chontalpa a la capital del estado, propició la renuncia de Policarpo Valenzuela a la gubernatura el 9 de junio de 1911 cuando habían transcurrido tan solo seis meses del período constitucional.

## Fallecimiento
Policarpo Valenzuela, falleció en San Juan Bautista, Tabasco el 4 de enero de 1914, tres años después de haber dejado el gobierno y retirarse a sus asuntos particulares.